# Convent de les Caputxines (Girona)
Convent de les Caputxines és una església del municipi de Girona inclosa en l'Inventari del Patrimoni Arquitectònic de Catalunya.

## Descripció
És una església d'una sola nau, amb el cor de les religioses molt ample i al mateix nivell del presbiteri. Té un gran atri descobert amb la caseta del capellà a un cantó i torn i locutori a l'altre.
El convent va ser fundat l'any 1618 quan la consagració va adquirir la casa i l'hort a Josep Planes, tot i que no es va inaugurar fins al 1636 al traslladar-se el Santíssim des de la catedral. Fins fa pocs anys, el banys àrabs formaven part del recinte del convent.